# Johannes Bredenburg
Johannes Bredenburg, de Rotterdam, publia en 1675, une réfutation de Baruch Spinoza qu'on trouve ordinairement jointe aux œuvres de ce philosophe. On prétend que, mécontent de sa réfutation, il la réfuta lui-même, et qu'il finit par adopter les idées du philosophe qu'il combattait.
Cet article comprend des extraits du Dictionnaire Bouillet. Il est possible de supprimer cette indication, si le texte reflète le savoir actuel sur ce thème, si les sources sont citées, s'il satisfait aux exigences linguistiques actuelles et s'il ne contient pas de propos qui vont à l'encontre des règles de neutralité de Wikipédia.